# Dahlener Heide

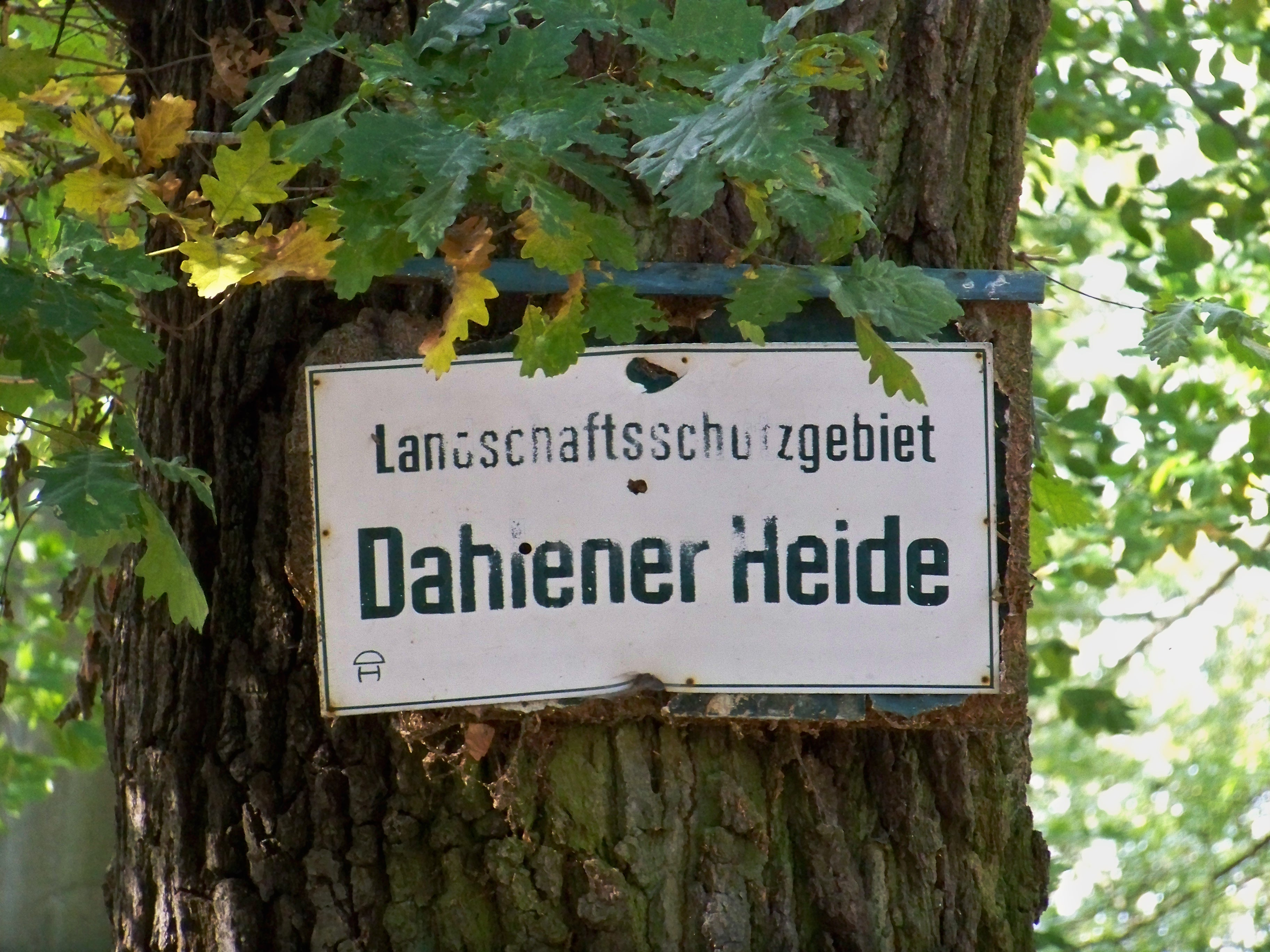
In der Dahlener Heide an der Hospitalhütte

Als Dahlener Heide bezeichnet man das große Waldgebiet zwischen Dahlen und Belgern an der Elbe. In der Heide entspringt der kleine Bach mit dem Namen Dahle, der der Stadt Dahlen den Namen gegeben hat.

## Naturraum

### Geomorphologie

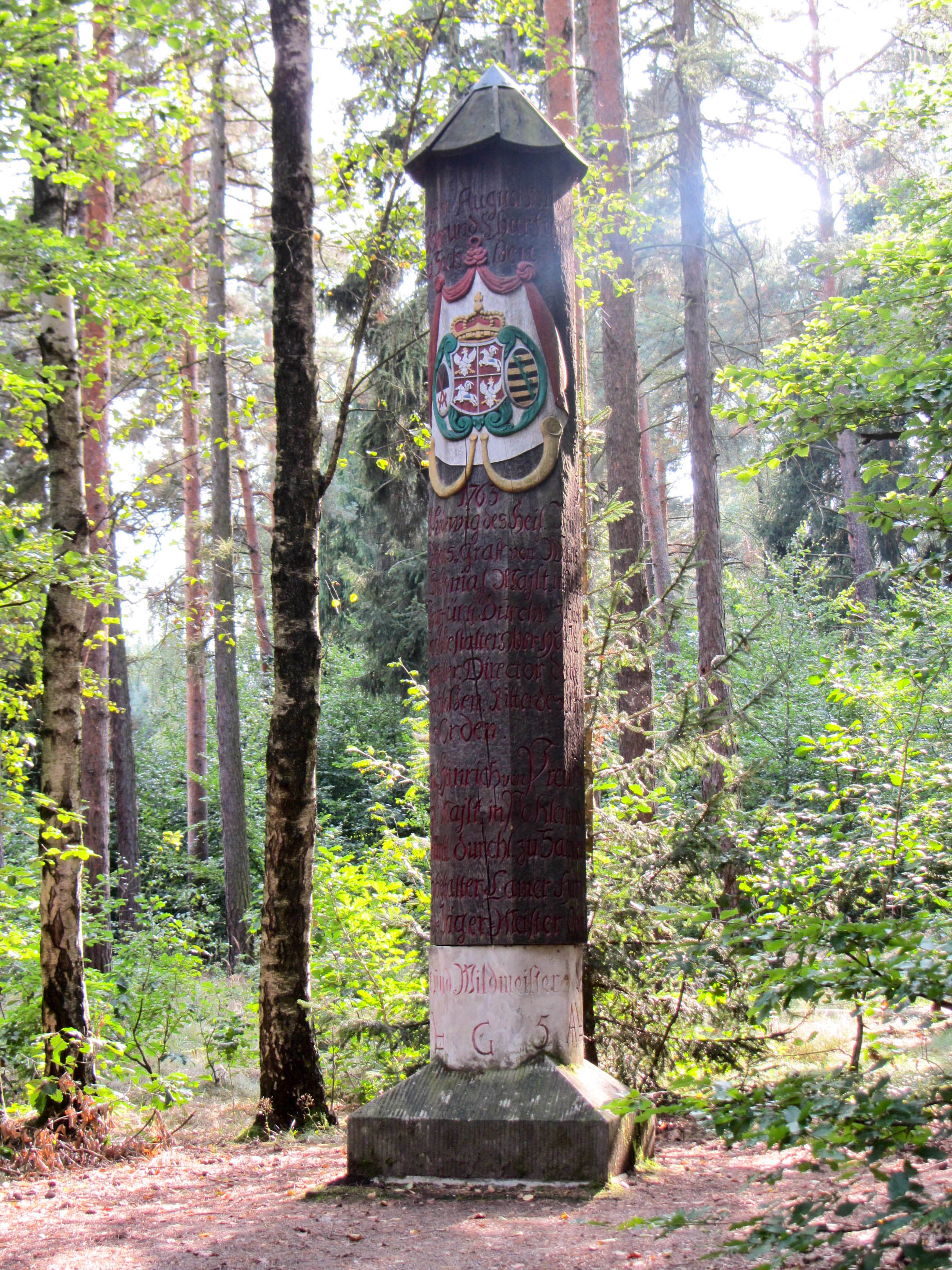
Jägereiche

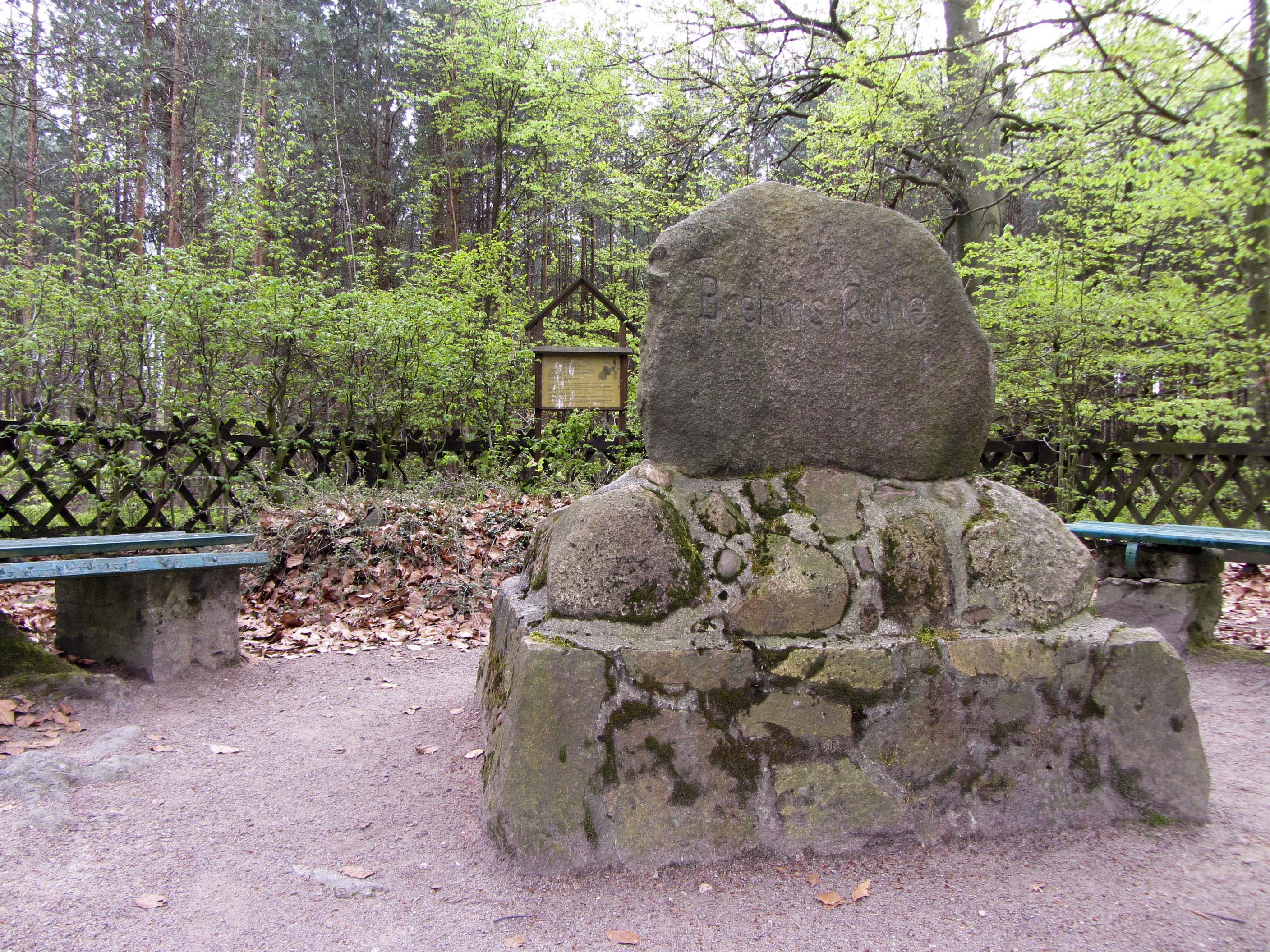
Gedenkstein Brehms Ruhe bei Schmannewitz

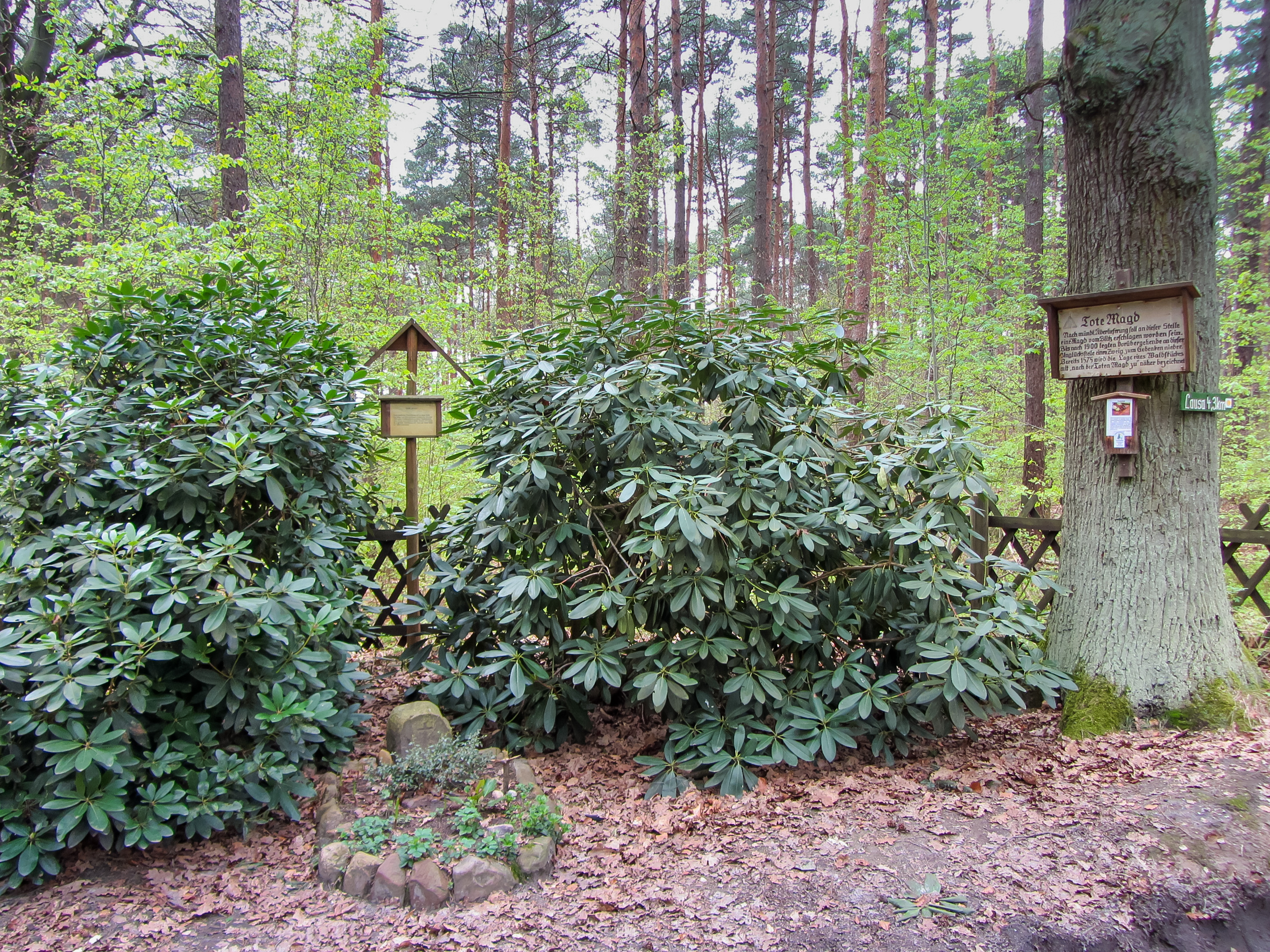
Tote Magd

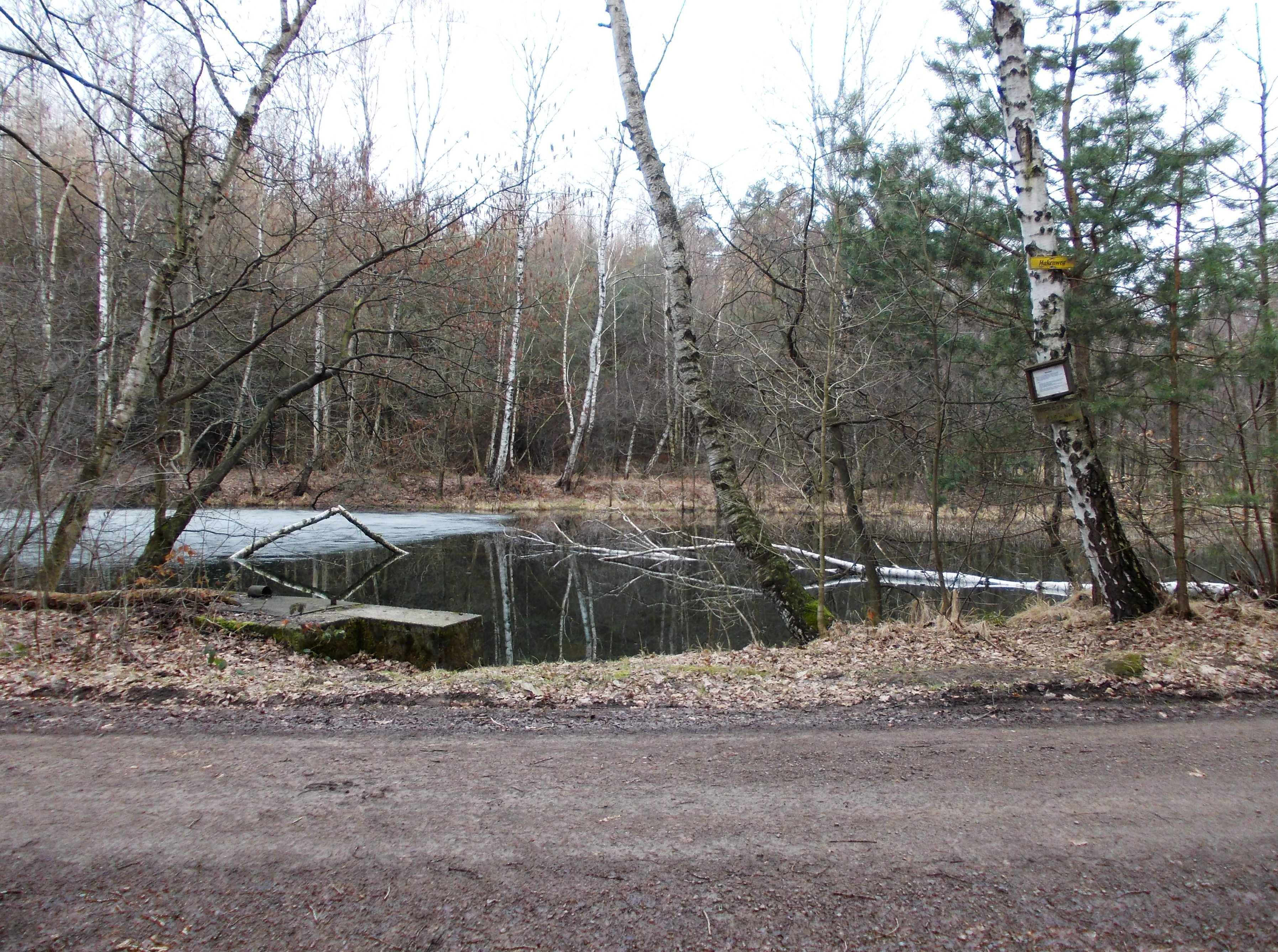
Mordteich

Die ca. 180 km² große Dahlener Heide wird insbesondere von der Dahlener Endmoräne geprägt, einem Komplex aus Stauch- und Schollensatzmoränen. Diese zeichnet sich in ihrem zentralen Teil zwischen den Ortslagen Ochsensaal und Bockwitz durch ein außerordentlich vielgestaltiges, frisches Relief aus, das Höhenunterschiede bis zu 55 m (am Hunsrück) auf engem Raum und neben flacheren Hängen auch Neigungen bis 25° aufweist. Das Hügelgebiet gehört zu einem west-ost-streichenden Streifen, in dem die Altmoränenplatten Nordsachsens stark gestaucht und verschuppt sind und einzelne Tertiärschollen an der Oberfläche lagern. Im westlichen Teil lagert unter der Dahlener Endmoräne der von den Stauchungen nur wenig betroffene Schotterkörper des frühelsterkaltzeitlichen Flusslaufs der Freiberger Mulde.
Die Dahlener Endmoräne ist in etwa zehn Höhenrücken gegliedert, die bis zu 217 m aufragend einen nach Norden offenen Bogen bilden. In der Schildauer Gegend verjüngt sich dieser Wall zu einer Randmoräne, welche die Gletscherzunge zum Schildauer Porphyrberg hin aufschüttete. Nach der glazialen Stauchung flachten Schmelzwässer die Rücken wieder ab, verlagerten ihr Material und schütteten Schotterkegel und Sander auf. Durch inner- und postglaziale Erosion entstanden viele Hohlformen zwischen den Hügelrücken, vor allem in den wenig widerständigen Ton/Schluff- und Braunkohlenschichten.
Die Dahlener Endmoräne wurde jahrzehntelang der Saale-Kaltzeit zugeordnet. Aufgrund des holsteinzeitlichen Alters der am Südrand bei Börln angetroffenen Sedimente muss die Dahlener Endmoräne während des 2. Inlandeisvorstoßes in der Elster-Kaltzeit entstanden sein.

### Boden
Die Moränen enthalten nur geringe Anteile von Geschiebemergel und Blockpackungen, sondern bestehen vornehmlich aus Sanden, in denen bis zu 30–60 m mächtige Schollen aus tertiärem Ton, Schluff, Feinsand und Braunkohle sowie aus frühpleistozänen Kiesen eingepresst sind.
Die Böden der im Inneren zusammenhängend bewaldeten Dahlener Heide sind überwiegend als Braunerden anzusprechen, zu denen sich auf seltenen Lehm- oder Tonstandorten oder in den Bachtälern noch Gleye, Pseudogleye und am Südrand auch Parabraunerden gesellen.

### Gewässer

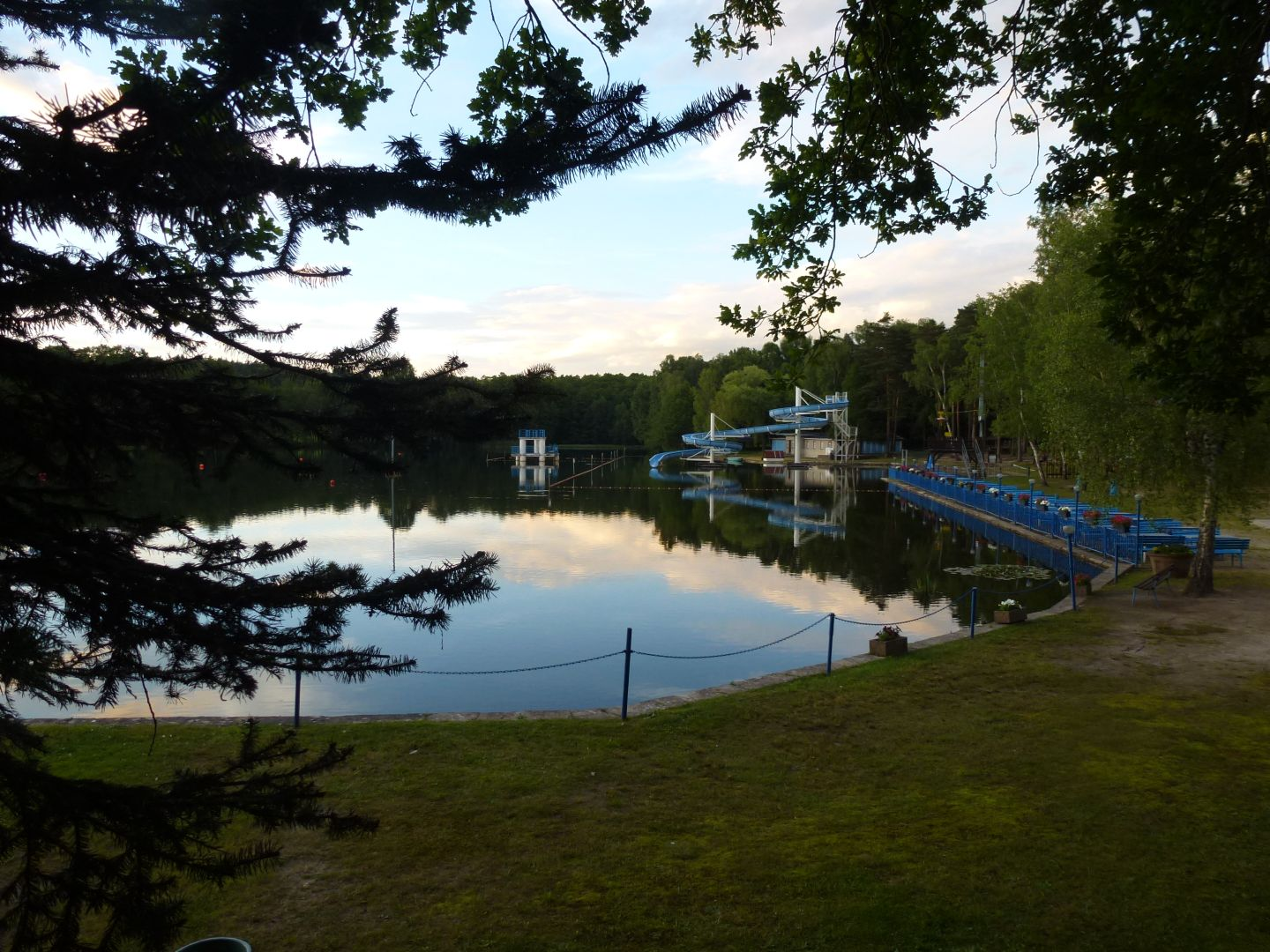
Waldbad Schmannewitz

Auf solchen Sonderstandorten findet man auch die heute noch über 50 kleinen Teiche, ein Großteil von ihnen im Tal des Heidedorfes Reudnitz. Besonders blutrünstig klingt der „Mordteich“.
Für Badefreunde lädt das Waldbad in Schmannewitz ein, ebenso in Bucha der Badteich in freier Nutzung.

## Sehenswürdigkeiten
Touristische Sehenswürdigkeiten sind „Brehms Ruhe“, „Tote Magd“, „Tabakskiefer“, „Imhoffstein“, „Jägereiche“ und „Wittes Steinbruch“.
Interessante Orte sind Dahlen, Schildau und Schmannewitz.